# Stor-Lertjärnen
Stor-Lertjärnen är en sjö i Strömsunds kommun i Ångermanland och ingår i Ångermanälvens huvudavrinningsområde. Sjön har en area på 0,244 kvadratkilometer och ligger 306,2 meter över havet. Sjön avvattnas av vattendraget Kråkån.

## Delavrinningsområde
Stor-Lertjärnen ingår i det delavrinningsområde (708581-151538) som SMHI kallar för Inloppet i Älgtjärnen. Medelhöjden är 324 meter över havet och ytan är 15,85 kvadratkilometer. Det finns inga avrinningsområden uppströms utan avrinningsområdet är högsta punkten. Kråkån som avvattnar avrinningsområdet har biflödesordning 3, vilket innebär att vattnet flödar genom totalt 3 vattendrag innan det når havet efter 161 kilometer. Avrinningsområdet består mestadels av skog (80 procent). Avrinningsområdet har 0,6 kvadratkilometer vattenytor vilket ger det en sjöprocent på 3,8 procent.